# Vegachí
Vegachí è un comune della Colombia facente parte del dipartimento di Antioquia.
Il centro abitato venne fondato da Antonio José Aguilar Jaramillo nel 1950, mentre l'istituzione del comune è del 1984.